# Pomatostomus halli
Pomatostomus halli es una especie de ave paseriforme, perteneciente a la familia Pomatostomidae, del género Pomatostomus.

## Localización
Es una especie que se localiza en Australia.